# V. Henrik (dráma)

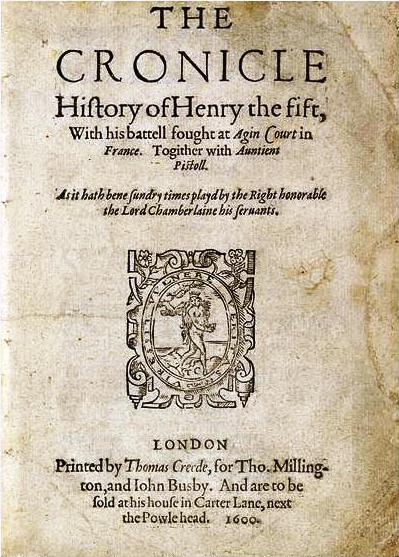
Az első quarto címlapja, 1600

Az V. Henrik Shakespeare 1599 körül írt királydrámája, négyrészes drámasorozatának utolsó része, amely a százéves háború idején játszódik. V. Henrik angol király történetét beszéli el az azincourt-i csata (1415) előtti és utáni eseményeken keresztül.

## Karakterek
| Eredeti angol név                                         | Magyar név Vas István fordításában                                               | Magyar név Lévay József fordításában                                   |
| --------------------------------------------------------- | -------------------------------------------------------------------------------- | ---------------------------------------------------------------------- |
| Henry V, King of England                                  | V. Henrik – angol király                                                         | V. Henrik Király                                                       |
| Humphrey, Duke of Gloucester                              | Gloster herceg – a király öccse                                                  | Gloster herczeg                                                        |
| John, Duke of Bedford                                     | Bedford herceg – a király öccse                                                  | Bedford herczeg                                                        |
| Thomas, Duke of Exeter, uncle to the King                 | Exeter herceg – a király nagybátyja                                              | Exeter herczeg, a király nagybátyja                                    |
| Duke of York                                              | York herceg – a király unokabátyja                                               | York herczeg, a király rokona                                          |
| Earl of Salisbury                                         | Salisbury – gróf                                                                 | Salisbury gróf                                                         |
| Earl of Westmoreland                                      | Westmoreland – gróf                                                              | Westmoreland gróf                                                      |
| Earl of Warwick                                           | Warwick – gróf                                                                   | Warwick gróf                                                           |
| Bishop of Canterbury                                      | Canterbury érsek                                                                 | Canterbury érsek                                                       |
| Bishop of Ely                                             | Ely püspök                                                                       | Ely püspök                                                             |
| Earl of Cambridge                                         | Cambridge – gróf                                                                 | Cambridge gróf                                                         |
| Lord Scroop of Masham                                     | Lord Scroop                                                                      | Lord Scroop                                                            |
| Sir Thomas Grey                                           | Sir Thomas Grey                                                                  | Grey Tamás                                                             |
| Sir Thomas Erpingham                                      | Sir Thomas Erpingham                                                             | Erpingham Tamás                                                        |
| Captain Gower                                             | Gower – tiszt a király seregében                                                 | Gower                                                                  |
| Captain Fluellen                                          | Fluellen – tiszt a király seregében                                              | Fluellen                                                               |
| Captain MacMorris                                         | Macmorris – tiszt a király seregében                                             | Macmorris                                                              |
| Captain Jamy                                              | Jamy – tiszt a király seregében                                                  | Jamy                                                                   |
| John Bates                                                | Bates – katona                                                                   | Bátor                                                                  |
| Alexander Court                                           | Court – katona                                                                   | Udvaros                                                                |
| Michael Williams                                          | Williams – katona                                                                | Villám                                                                 |
| Pistol                                                    | Pistol                                                                           | Pistol                                                                 |
| Nym                                                       | Nym                                                                              | Nym                                                                    |
| Bardolph                                                  | Bardolph                                                                         | Bardolph                                                               |
| Boy                                                       | Fiú                                                                              | Fiú                                                                    |
| English heralds                                           | Egy hírnök                                                                       | Hírnök                                                                 |
| King of France                                            | VI. Károly – Franciaország királya                                               | VI. Károly, franczia király.                                           |
| Dauphin (i.e., Prince) of France                          | Lajos – a dauphin                                                                | Lajos, koronaherczeg                                                   |
| Duke of Burgundy                                          | Burgundia – herceg                                                               | Burgund, Bourbon herczeg                                               |
| Duke of Orléans                                           | Orléans herceg                                                                   | Orleans, Bourbon herczeg                                               |
| Duke of Brittany                                          | Bretagne herceg                                                                  |                                                                        |
| Constable of France                                       | Franciaország királyi várkapitánya                                               | Francziaország Constable-je                                            |
| Lord Rambures                                             | Rambures francia úr                                                              | Rambures, franczia főúr                                                |
| Lord Grandpré                                             | Grandpré francia úr                                                              | Grandpré, franczia főúr                                                |
| Montjoy, French herald                                    | Montjoy francia hírnök                                                           | Montjoy, franczia hírnök                                               |
| Governor of Harfleur                                      | Harfleur parancsnoka                                                             | Harfleur parancsnoka                                                   |
| French ambassadors to England                             | Követek Anglia királyához                                                        | Angliába küldött követek                                               |
| Queen Isabel of France                                    | Izabella – Franciaország királynéja                                              | Izabella, franczia királyné.                                           |
| Katherine, Princess of France                             | Katalin – Károly és Izabella lánya                                               | Katalin, Károly és Izabella leánya.                                    |
| Alice, a gentlewoman attending on Katherine               | Alice – udvarhölgy a hercegnő kíséretében                                        | Alice, a herczegnő udvarhölgye                                         |
| Hostess Quickly                                           | Egy esastchaepi kocsma fogadósnéja, azelőtt Sürge asszony, most Pistol felesége  | Fürgéné, kocsmárosné                                                   |
| Lords, Attendants, Soldiers, French Prisoners, Messengers | Urak, hölgyek, tisztek, francia és angol katonák, polgárok, hírnökök, és kíséret | Urak, hölgyek, tisztek, franczia és angol katonák, hírnökök és kiséret |
| Chorus                                                    | Kórus                                                                            | Kar                                                                    |

## Cselekmény

### Prológus
A Kórus nyitja a darabot, bocsánatot kér a közönségtől, amiért „méltatlan deszkákra” kell hozni egy ilyen dicső történetet. Arra kéri továbbá a nézőket, hogy képzeljék el a színteret; Angliát, Franciaországot, a hadsereget.

### Első felvonás

#### Első szín
Londonban kezdődik a cselekmény, a királyi palotában. Ely püspök és Canterbury érsek beszélgetéséből megtudjuk, hogy Henrik király a vad ifjúból nyugodt, megfontolt és bölcs férfivá vált. A püspök és az érsek meg akarnak akadályozni egy törvényt, ami az egyházi vagyont csorbítaná, ezért rá akarják venni Henrik királyt, hogy örökösödési törvényekre hivatkozva szerezze meg magának a francia koronát, így az ország pénzügyei is megoldódnának.

#### Második szín
Az érsek megerősíti, hogy Henrik trónkövetelésének megvan a vallási és jogi alapja. Exeter egy skót támadástól tart, míg az angol erők Franciaországban vannak, így ő a maradást javasolja. Canterbury viszont meggyőzi Henriket a francia hadjáratról. Francia követek érkeznek, a dauphintől hoznak üzenetet, aki nem akar többet a király igényéről hallani – Henrik néhány francia hercegséget követelt. Gúnyolódásképp a dauphin egy hordó teniszlabdát küld ajándékul. Henrik hadat üzen a dauphinnek.

### Második felvonás
A Kórustól megtudjuk, a közelgő hadjárat feltüzelte Angliát, a király hívei eladják a földjüket lovakért, hogy Henrik oldalán harcolhassanak.

#### Első szín
London egyik utcáján Bardolph és Nym találkozik. Pistol feleségül vette Nym korábbi jegyesét, Sürge Dollyt, így megromlott kettejük közt a viszony. Bardolph ki akarja békíteni őket. Belép Pistol és a felesége; Nym és Pistol kardot ránt és sértegetik egymást. Bardolph közéjük áll; együtt kell Franciaországba menniük, így a két férfi kibékül. Meglátogatják a súlyos beteg Falstaffot.

#### Második szín
Henrik elfogta Cambridge, Grey és Scroop leveleit, amelyekből kiderült, francia oldalra szegődtek, és Henrik meggyilkolását tervezik. A király továbbra is bizalmat mutat. Henrik szabadon enged egy foglyot, aki személyét szidta az előző nap; Cambridge, Scroop és Grey szigorúságra inti a királyt, ennyi bizalom és irgalom helyett büntetést kéne kiróni a fogolyra. Henrik ekkor odaadja nekik leveleiket, ezzel leleplezve az összeesküvést. Az árulók a király irgalmában bíznak, Henrik pedig felrója nekik az előbbi jelenetet – ők maguk ölték meg a király irgalmát. A három férfit letartóztatják hazaárulásért. Henrik elindul Franciaországba.

#### Harmadik szín
Falstaff halott.  Pistol, Nym, Bardolph és a fiú búcsúzkodik a kocsmárosnétól,  majd elindulnak Franciaországba.

#### Negyedik szín
Franciaországban, a királyi palotában VI. Károly király, a dauphin, a várkapitány és a francia nemesek az ország védelméről tárgyalnak. A király elrendeli váraik megerősítését. A dauphin szerint nem kell háborúra készülni, nem szabad félelmet mutatni. A dauphin nem tartja nagyra az angol királyt. A várkapitány szerint a dauphin tévesen ítéli meg Henriket. Károly figyelmeztet, hogy az angolok korábban már mértek súlyos vereséget a franciákra, és megemlékezik a Fekete Hercegről és az elvesztett csatáról Crécy-nél. Megérkezik Exeter Henrik hadüzenetével, aki már az országban van – vagy megkapja a koronát, vagy háborút indít.

### Harmadik felvonás
A Kórus nyit: az angol flotta megérkeztek Harfleur kikötőjébe. A francia követ a király lányának, Katalinnak a kezét és néhány jelentéktelen hercegséget kínál fel Henriknek. Henrik ágyúval válaszol; megkezdődik Harfleur ostroma.

#### Első szín
Henrik király buzdítja katonáit.

#### Második szín
Bardolph, Nym, Pistol és a fiú az életüket féltik az ostrom alatt. A fiú gyávának és hitványnak ítéli meg Pistolt, Nymet és Bardolphot, akiknek csak a szájuk jár, harcolni nem tudnak, csak lopni. Fluellen a háború diszciplínáját akarja megvitatni Jamy és Macmorris kapitánnyal, de az utóbbi inkább cselekvésre int. A város tárgyalni akar az ostromlókkal.

#### Harmadik szín
Henrik a harfleuriekhez: vagy megadják magukat, vagy porig égetik a várost. A város parancsnoka úgy dönt, mivel nem kapott segítséget a dauphintől, megadják magukat. Az angol hadsereg bevonul Harfleurbe. Másnap Calais felé veszik az irányt.

#### Negyedik szín
Rouenban a palotában Katalin angolul tanul Alicetől, az udvarhölgyétől, aki töltött némi időt Angliában.

#### Ötödik szín
A francia király, a dauphin és a francia hercegek megvitatják a hadállást. A király kiadja a parancsot az uraknak, hogy támadjanak vissza, és ejtsék foglyul Henriket. Henriknek kevés a katonája, és azok is legyengültek, így a franciák bizakodóak.

#### Hatodik szín
Az angol hadsereg Picardiánál táborozik. Fluellen elégedetten számol be Gowernek, milyen kitűnő fegyelemmel és vitézséggel tartja Exeter herceg a hidat. Emellett Pistolról is említést tesz, akitől szintén le van nyűgözve. Pistol megérkezvén megkéri Fluellent, beszéljen Exeter herceggel Bardolph érdekében, akit akasztásra ítéltek egy szentségtartó ellopása miatt. Fluellen erre nem hajlandó, mert tartani kell a diszciplínát. Fluellen kezdi úgy érezni, félreismerte Pistolt. Fluellen beszámol Henriknek, hogy veszteség nélkül sikerült elfoglalniuk a hidat. Henrik egyetért Bardolph kivégzésével; elrendeli, hogy fosztogatás, rablás és az emberek meggyalázása nélkül kell Franciaországon átvonulniuk.  Megérkezik Montjoy, a francia hírnök. Azt követelik, Henrik váltsa meg az elszenvedett francia veszteséget, és hagyja el az országot. Henrik szabad utat kér legyengült seregének.

#### Hetedik szín
Azincourt közelében a francia táborban a dauphin és a nemesek készülnek a reggeli rajtaütésre. Fegyverkeznek, hajnalban támadnak.

### Negyedik felvonás
A kórus megkéri a közönséget, képzeljék el, ahogyan éjszaka, sötétben a franciák közelednek az angol tábor felé. A francia hadsereg vidám és könnyelmű, lebecsülik az angolok erejét. Az angol sereg Henrikből merít bátorságot és erőt, és összecsapnak a franciákkal.

#### Első szín
Az angoloknak nem túl jók a kilátásaik. Henrik álruhában járkál a táborban és katonáival beszél. Megtudja, a katonák kilátástalannak vélik a helyzetüket. Szerintük jobb volna, ha a király egyedül vívná meg ezt a csatát, mert akkor életben maradna az a többezer ember, a király legfeljebb fogságba esik, és úgyis kiváltják.  Williams szerint csatában nem lehet keresztényi módon meghalni. Henrik kifejti, hogy a király nem azért hívja szolgálatba az embereit, mert a halálukat kívánja. A kötelességet és a lelket szét kell választani; azon nem kell aggódniuk, hogy rossz ügyért halnak meg, mert az a király lelkét terheli. A katonák ezután készek harcolni a királyért. Williams még azonban kihívja Henriket. Kesztyűt cserélnek, hogy a csata után megismerjék egymást. Henrik megkéri Erpinghamet, hogy hívja össze a nemeseket, majd Isten segítségét kéri, hogy bátorságot öntsön katonái szívébe.

#### Második szín
A francia táborban a dauphin és a francia főurak készülnek a csatára. A hírnök elmondja, az angolok készen állnak. A franciák bizakodóak, mert Henrik serege fáradt és gyenge.

#### Harmadik szín
Az angolok félnek, kevés az emberük – 5000 a francia 60 000 fős serege ellen. Henrik úgy látja, ha vesztenek, legalább kevés ember hal meg, ha viszont győznek, annál nagyobb lesz a dicsőség. Kihirdetteti, hogy aki fél, és el kíván menni, az kap pénzt és engedélyt a távozásra. A franciák már hadrendben állnak. Jön Montjoy a francia várkapitány üzenetével, aki még egy utolsó esélyt ad alkura, hangsúlyozva az erőviszonyokat, de ezt Henrik elutasítja. Elkezdődik a csata.

#### Negyedik szín

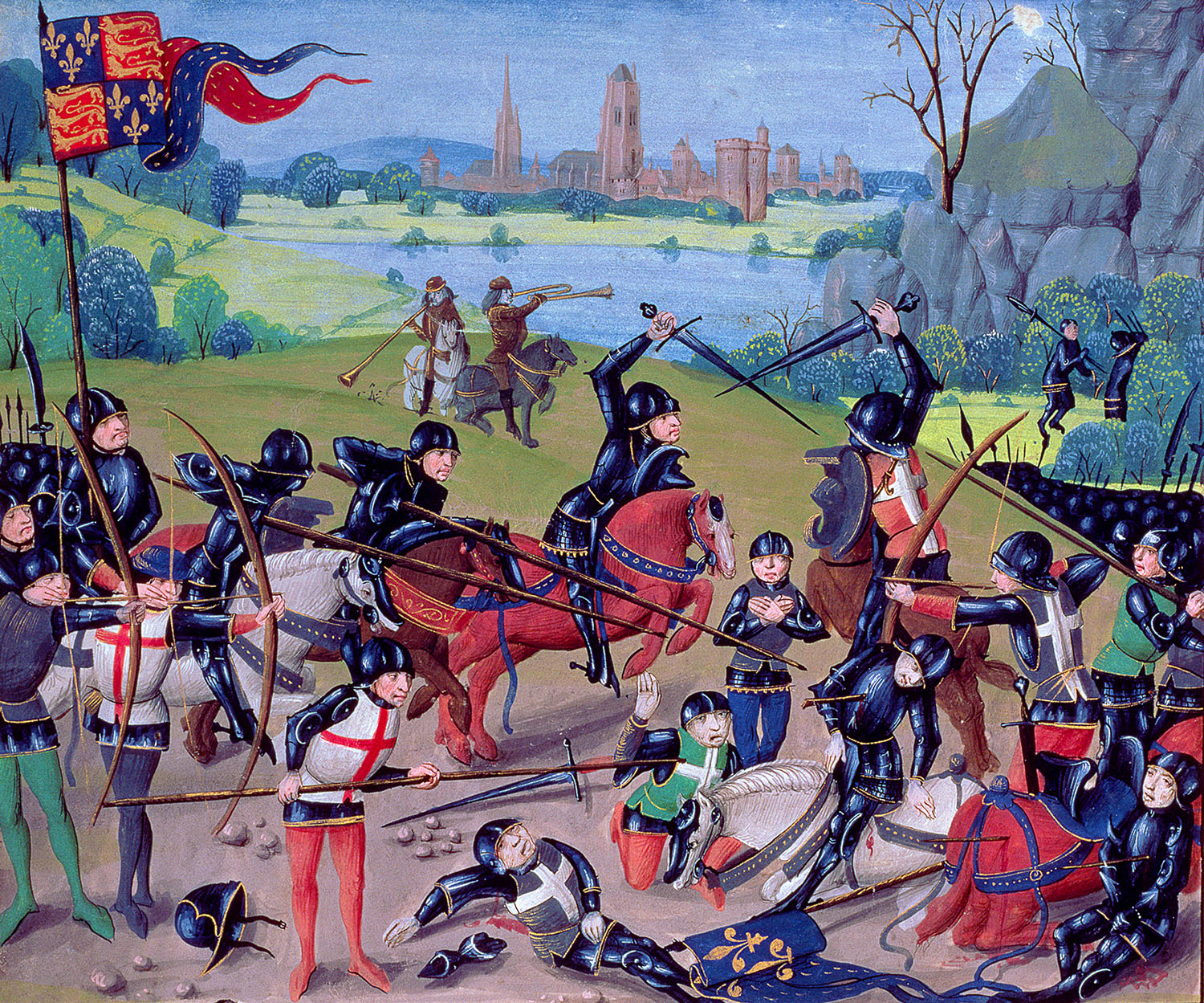
Az azincourt-i csata – kortárs miniatúra

Csatatér. Pistol nagyszájúságával vitéz harcosnak tetteti magát, és némi pénzért cserébe elenged egy megrémült francia katonát, ő azt mondja kegyelemből, valójában azért, hogy ne kelljen vele harcolni.

#### Ötödik szín
A francia főurak már látják, el fogják veszteni a csatát. Hogy az örök szégyent elkerüljék, maradék erejüket összeszedve visszatérnek a csatatérre.

#### Hatodik szín
Az angolok nyerésre állnak, de a franciák még nem adták fel. York és Suffolk elesett. Henrik elrendeli a hadifoglyok megölését.

#### Hetedik szín
A franciák lemészárolták az angol poggyászt őrző fiúkat, kirabolták és felgyújtották a királyi sátrat. Fluellen Henriket Nagy Sándorhoz hasonlítja.  Ismét jön Montjoy, engedélyt kér, hadd szedjék össze a csatatérről és temessék el halottaikat. Sok francia nemes elesett. A csata véget ér. Henrik elnevezi az ütközetet azincourt-i csatának. Williams keresi a „csirkefogót” az előző estéről, hogy megvívjanak a megállapodás szerint. Henrik úgy tesz, mintha nem tudná, kiről beszél a katona. A király elküldi Williamst Gowerért, majd Fluellen sipkájába tűzi Williams kesztyűjét, hogy az azt higgye, vele kötötte a megállapodást. Henrik Fluellen után küldi Warwickot és Glostert, hogy gondoskodjanak róla, Fluellen és Williams nem bántják egymást.

#### Nyolcadik szín
Fluellen és Williams összetalálkoznak, és az utóbbi felismeri kesztyűjét Fluellen sipkáján, és a megállapodás szerint megüti a férfit. Fluellen felháborodik, árulónak kiáltja a katonát, mikor a nemesek és Henrik közbelép; Williams állítja, ő csak az esküjét tartotta be. Henrik tréfája lelepleződik. Williams bocsánatot kér, a király pedig pénzt ajánl neki. Megérkezik a hírnök egy jegyzékkel az elesett franciákról. A foglyok között több előkelőség is akad, Orléans és Bretagne herceg és mások. A jegyzék szerint tízezer francia, köztük 126 nemesember esett el. Az angolok közül csupán négy nemes, és huszonöt közember vesztette életét. Henrik Istennek köszöni a győzelmet. Az angolok készek visszaindulni Calais-ba, majd az anyaországba.

### Ötödik felvonás
A kórus utazásra invitálja a közönséget időben és térben; mivel mindezt nem lehet színpadra vinni, arra kér a kórus, hogy képzeljük el, amint először Calais-ba, majd Londonba érkezik Henrik, mindenhol ünneplik győzelmét, noha a király nem magának, hanem Istennek tulajdonítja a győzelmet. Megtudjuk, a császár segített békét kötni Angliának és Franciaországnak. Henriket most Franciaországban fogjuk találni.

#### Első szín
Franciaországban, az angol táborban Fluellen elpanaszolja Gowernek, hogy az előző nap Pistol megsértette. Fluellen walesi nemzeti szimbólumot, hagymát visel, Pistol pedig sértő módon kenyeret és sót hozott hozzá. Fluellen megfogadta, visszavág. Mikor megkön Pistol, Fluellen megeteti vele a hagymát, és meg is üti. Pistol megfogadja, visszatér Angliába és tolvaj életet kezd, a Fluellentől kapott sebeire pedig azt fogja mondani, a francia csatában szerezte.

#### Második szín
Troyes-ban összegyűlt az angol és francia király és nemeseik a békekötésre. Henrik világossá teszi Burgundiának, hogy a békét meg kell vásárolniuk, és teljesíteniük kell a pontokba szedett angol követeléseket.  A francia király, feleségével, Burgundiával és az angol nemesekkel elvonul, hogy megvitassák a békeszerződés pontjait. Henrik egyedül marad Katalinnal és Alice-szel. Henrik szeretné elnyerni Katalin szerelmét, a nyelvi nehézségeket Alice segít áthidalni. Katalin akkor megy hozzá Henrikhez, ha az apja úgy kívánja. Visszajön a francia király; minden feltételt elfogad, és beleegyezik a házasságban. Megkezdik az esküvő előkészületeit.
A darabot a kórus zárja; eddig követte az eseményeket. VI. Henrik már csecsemőkorában angol és francia király lett, de Franciaország nem maradt sokáig angol kézen.

## Shakespeare forrásai

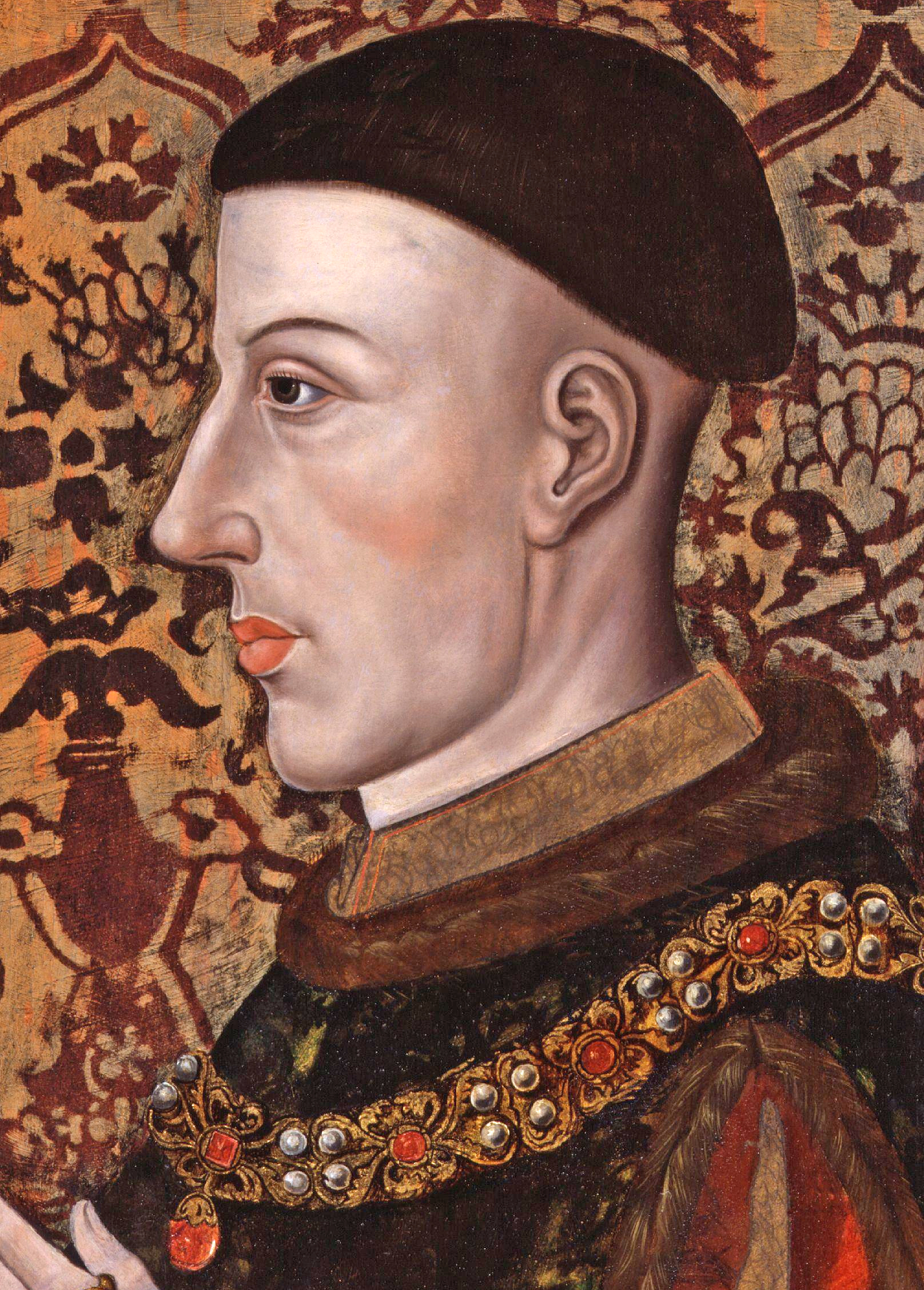
V. Henrik angol király, 1520

Shakespeare egyik fő forrása Raphael Holinshed 16. századi krónikás műve, a Chronicles of England, Scotland and Ireland. Ezt a munkát használta V. Henrik király történelmi tetteihez. Emellett valószínűleg tanulmányozta Edward Hall munkáját, illetve Titus Livius királyéletrajzát, ami latinból lett angolra fordítva. Egy másik színdarab, az 1598-ban publikált, de feltehetőleg már az 1580-as években is játszott The Famous Victories of Henry the Fifth is forrásként szolgált Shakespeare-nek, például a dauphin ajándék teniszlabdái ötletét is ebből vette át.

## Eposzi kellékek
Az V. Henrik teljesíti a klasszikus eposz formai követelményeinek nagy részét; a darabot kórus kíséri, minden felvonás elején megjelenik és keretbe foglalja a darabot. A Prológus rögtön az invokációval kezd „Ó, Tűzmúzsát!” felkiáltással. Eposzokból ismerős jelzők is felbukkannak, mint a hadvész-képű Harry. Ezen felül a dráma hőse egy politikailag és a nemzetnek fontos alak, egy eszményi király, a cselekmény egy háború köré összpontosul, gyakran fennkölt hangot üt meg, és hangsúlyozza az isteni akaratot és közreműködést. Noha keresztény királyról szól a mű, helyenként az antik istenekre is tesz utalást: „Ó, csaták / Istene, acélozd meg katonáim / szívét” (Henrik, IV.1. 109) „Nagy Mars, koldus hadukban csődre jutva / rozsdás rostélyon át bágyadva nézi (…)” (Grandpré, IV.2.113)

## Témák
Az ideális, hősies, bölcs, igazságos, kegyelmes és keresztény király őszintesége néhány kritikus, például Géher István és Takács Ferenc szerint is megkérdőjelezhető. Az első kérdés, vajon lehet-e egy, az angolok által kezdeményezett, francia területekért és trónért folytatott háború igazságos habár az egyházi személyek vallásilag és jogilag megalapozottnak ítélik az angolok követeléseit, valójában ők is csak a saját érdekeiket védik: az angol parlament az egyház hatalmát fenyegeti, így egy francia hadjárat az egyház javára válhat. Henrik elítéli a becsteleneket, a fosztogatókat, köztük fiatalkori barátait, így Bardolphot is felkötik egy lopás miatt; azonban Henrik is hasonlóan cselekszik, csak nagyban, a hit és a jog ürügye mögé bújva. A Katalinnak való udvarlása is értelmezhető egyszerű képmutatásként, hiszen Katalin a békeszerződésben foglaltak szerint már az övé.

## Adaptációk

### Film
Az V. Henrik első filmes adaptációja Laurence Olivier 1944-ben bemutatott, azonos című filmdrámája. Olivier rendezője és főszereplője is a gyakran a legjobb filmes Shakespeare adaptációnak tartott műnek.
1989-ben Kenneth Branagh rendezésében és főszereplésével jelent meg a három Oscar-díjra jelölt V. Henrik című film. A három jelölésből (legjobb férfi főszereplő, legjobb rendező, legjobb jelmeztervezés) egyet (legjobb jelmeztervezés) meg is nyert.
2012-ben mutatták be a Hollow Crown (magyarul Koronák Harca) című BBC produkció részeként az V. Henriket. Az angol királyt Tom Hiddleston alakítja.

### Színház
Az V. Henrik Magyarországon kevésbé népszerű; magyar színházakban mindössze két alkalommal játszották az Országos Színháztörténeti Múzeum és Intézet (OSZMI) adatbázisa szerint. 1973-ban a Békés Megyei Jókai Színházban mutatták be Sándor János rendezésében és Németh László fordításában Békéscsabán. 1986-ban a budapesti Várszínház vitte színre a Nemzeti Színház társulatával Vas István fordítása alapján. A rendező Kerényi Imre volt.
Magyarországon az V. Henrikről két alkalommal színházi közvetítést is volt lehetőség megtekinteni. 2014-ben a British Council támogatásával az Uránia Nemzeti Filmszínház vetítette le a londoni Shakespeare's Globe Színház előadását, melyet Dominic Dromgoole rendezett 2013-ban. 2016-ban a Gyulai Várszínház tűzte műsorra a Parrabbola Production /GB-Ausztrália/ előadását.